# Céline Scheen
Pour les articles homonymes, voir Scheen.
Céline Scheen, née à Verviers le 15 mars 1976, est une soprano belge.

## Biographie
Céline Scheen grandit au village de Plombières près de la frontière allemande et participe dès l'âge de cinq ans aux répétitions de la chorale de l'église locale, dirigée par son père. À partir de 1991 elle apprend la flûte, ainsi que le chant dans la classe d'Annie Frantz au conservatoire de Verviers. Un an plus tard, elle est envoyée par sa professeure à l'émission RTBF  "Jeunes solistes" ou elle arrive aux finales. Après ses études à Verviers elle continue au Conservatoire royal de Mons dans la classe de Marcel Vanaud où elle obtient les premiers prix en Chant concert et en Chant opéra. En 1998, elle obtient la bourse « Nany Philippart » à la Chapelle Musicale Reine Elisabeth pour poursuivre ses études durant deux ans dans la classe de Vera Rozsa (1917–2010) à la Guildhall School of Music and Drama de Londres. Vera Rosza découvre son talent et son timbre qui sert la musique ancienne.
En 1999, Céline Scheen enregistre, pour la Deutsche Grammophon Gesellschaft, la musique du film Le roi danse de Gérard Corbiau avec l’ensemble Musica Antiqua Köln sous la direction de Reinhard Goebel.
Avec l'Ensemble Clematis sous la direction de la violoniste Stéphanie de Failly, elle a participé en 2002 à un enregistrement de deux disques consacrés à des compositeurs originaires des Pays-Bas méridionaux : Nicolaus a Kempis et  Carel Hacquart.
Elle s'est produite dans de nombreux opéras, entre autres plusieurs productions sous la direction de René Jacobs ou de Philippe Herreweghe. Elle est régulièrement accompagnée par des ensembles de musique ancienne tels que Musica Antiqua Köln, Il Fondamento, le Ricercar Consort, Café Zimmermann et La Fénice sous Jean Tubéry. En 2010 Céline Scheen commence un travail intense avec Christophe Rousset et son ensemble Les Talens Lyriques pour des programmes d'opéras et de concerts. Fin 2012, elle a été Vénus dans Vénus et Adonis de John Blow avec les Musiciens du Paradis dirigés par Bertrand Cuiller, spectacle créé au Théâtre de Caen. Elle chante avec l'ensemble L'Arpeggiata de Christina Pluhar.

## Prix et distinctions
- 2005 : Prix "Musique classique" décerné par les Octaves de la musique
- 2008 : Prix du Jeune Musicien de l'année de l'Union de la presse musicale belge
- 2022 : Citoyenne d'honneur de Liège[3]